# Курклинский сельсовет
Курклинский сельсовет — административно-территориальная единица и муниципальное образование со статусом сельского поселения в Лакском районе Дагестана Российской Федерации.
Административный центр — село Куркли.

## Население
| 2002 | 2010 | 2012 | 2013 | 2014 | 2015 | 2016 |
| ---- | ---- | ---- | ---- | ---- | ---- | ---- |
| 585  | ↘575 | ↘568 | ↗580 | ↗589 | ↗602 | ↗611 |
| 2017 | 2018 | 2019 | 2020 | 2021 | 2023 | 2024 |
| ↘595 | ↘589 | ↘586 | ↗593 | ↗670 | ↗682 | ↗693 |
| 2025 |      |      |      |      |      |      |
| ↗696 |      |      |      |      |      |      |

## Состав
| № | Населённый пункт | Тип населённого пункта       | Население |
| - | ---------------- | ---------------------------- | --------- |
| 1 | Куркли           | село, административный центр | ↗487      |
| 2 | Чукна            | село                         | ↗183      |